# Kanton Bourg
Kanton Bourg (fr. Canton de Bourg) je francouzský kanton v departementu Gironde v regionu Akvitánie. Tvoří ho 15 obcí.

## Obce kantonu
- Bayon-sur-Gironde
- Bourg
- Comps
- Gauriac
- Lansac
- Mombrier
- Prignac-et-Marcamps
- Pugnac
- Saint-Ciers-de-Canesse
- Saint-Seurin-de-Bourg
- Saint-Trojan
- Samonac
- Tauriac
- Teuillac
- Villeneuve